# Фёдоров, Андрей Венедиктович
Андре́й Венеди́ктович Фёдоров (19 апреля 1906, Санкт-Петербург — 24 ноября 1997, там же) — советский филолог, переводчик, один из основоположников советской теории художественного перевода, профессор, более 15 лет (1963—1979) заведовавший кафедрой немецкой филологии Санкт-Петербургского (Ленинградского) университета.

## Биография
Родился 19 апреля 1906 года в Петербурге. Окончил словесное отделение Высших курсов искусствоведения при Институте истории искусств (1929).
Жил и работал в Ленинграде, учился у таких филологов и лингвистов, как: Л. В. Щерба, Ю. Н. Тынянов, В. В. Виноградов, В. М. Жирмунский, С. И. Берштейн, Б. А. Ларин.
С 1930 г. преподавал в высшей школе: на кафедре иностранных языков Ленинградского института коммунального строительства (1930—1936), в 1-м Ленинградском педагогическом институте иностранных языков (1938—1941).
В годы Великой Отечественной войны находился в действующей армии: переводчик, автор и составитель листовок, имел воинское звание капитан административной службы. Награждён орденами Красной Звезды, Отечественной войны 2 степени, медалью «За оборону Ленинграда».
После войны работал в Гослитиздате в Москве и в 1-м Московском педагогическом институте иностранных языков (1945—1946). Затем вернулся в 1-й Ленинградский педагогический институт иностранных языков, где заведовал кафедрой немецкого языка, а с 1950 года — кафедрой перевода. После слияния института с ЛГУ (1956) работал там; с 1960 — профессор, в 1963—1979 гг. — зав. кафедрой немецкой филологии. С 1979 — профессор-консультант.
Похоронен на Смоленском православном кладбище Санкт-Петербурга.

## Научная деятельность
Первая его статья «Проблемы стихотворного перевода» появилась в 1927 году. Первая книга «Искусство перевода» написана в соавторстве с Корнеем Чуковским в 1930 году. А. В. Фёдоров — автор десяти книг и более двухсот публикаций по теории и практике перевода. Переводил на русский язык многих известных немецких (Эрнст Теодор Амадей Гофман, Генрих Гейне, Иоганн Вольфганг Гёте, Томас Манн, Генрих Клейст) и французских (Дени Дидро, Марсель Пруст, Ги де Мопассан, Жан Батист Мольер, Гюстав Флобер, Альфред де Мюссе) писателей.
Автор широко известной монографии о жизни и творчестве И. Ф. Анненского. А. В. Фёдоров органично сочетал в себе энциклопедические знания учёного-филолога, тонкое чутьё лингвиста и талант писателя. Три издания стихотворений Иннокентия Анненского (1939, 1959, 1990 г.г.) в серии «Библиотека поэта» вышли с его предисловием.
Автор нескольких крупных работ по стилистике и языкознанию.
В настоящее время в состав филологического факультета СПбГУ входит Институт письменного и устного перевода имени А. В. Фёдорова.

### Основные работы
- Искусство перевода. — Л., 1930 (совм. о К. И. Чуковским).
- О художественном переводе. — Л.: Гослитиздат, 1941. — 260 с.
- Введение в теорию перевода. (1953; 2-е изд. — 1958; 3-е изд. — под загл. «Основы общей теории перевода» — М., 1968; 4-е изд. — М., Высшая школа, 1983).
- Русские писатели о переводе. XVIII—XX вв. (1960, сост. совм. с Ю. Д. Левиным).
- Язык и стиль художественного произведения. — Л., 1963.
- Лермонтов и литература его времени. — Л.: Художественная литература, 1967. — 364 с. — 25 000 экз.
- Очерки общей и сопоставительной стилистики. — М.: Высшая школа, 1970. — 194 с. — (Библиотека филолога).
- Театр А. Блока и драматургия его времени. — Л.: Издательство ЛГУ, 1972. — 144 с. — 7820 экз.
- Александр Блок — драматург. — Л.: Издательство ЛГУ, 1980. — 184 с. — 25 000 экз.
- Иннокентий Анненский. Личность и творчество. — Л.: Художественная литература, 1984. — 256 с. — 10 000 экз.
- Семантика декламационной речи // Звучащая художественная речь: Работы Кабинета изучения художественной речи (1923—1930) / под ред. В. Золотухина, В. Шмидта. — М.: Три квадрата, 2018. — С. 87—131.